# William Arjona
William Peixoto Arjona, född 31 juli 1979 i São Paulo, är en brasiliansk volleybollspelare. Arjona blev olympisk guldmedaljör i volleyboll vid sommarspelen 2016 i Rio de Janeiro. Hon tog även guld vid sydamerikanska mästerskapet 2013 och silver vid VM 2018. Han avslutade sin spelarkarriär 2023.